# Approssimazione WKB
In teoria delle perturbazioni l'approssimazione WKB (Wentzel-Kramers-Brillouin), conosciuta anche come approssimazione WKBJ (Wentzel-Kramers-Brillouin-Jeffreys), è un'approssimazione di una funzione in forma esponenziale in cui l'esponente è sviluppato in serie di potenze.
Il metodo fu sviluppato nel 1926 dai fisici Gregor Wentzel, Hendrik Anthony Kramers e Léon Brillouin e permette di studiare il regime semiclassico di un sistema quantistico. Nel 1923 il matematico Harold Jeffreys aveva sviluppato un metodo generale per approssimare le equazioni lineari del second'ordine, in cui rientra anche l'equazione di Schrödinger. Poiché tale equazione fu sviluppata due anni più tardi e Wentzel, Kramers e Brillouin erano ignari di questo lavoro, Jeffreys è spesso omesso.

## Il metodo
Data l'equazione di Schrödinger stazionaria
{\displaystyle -{\frac {\hbar ^{2}}{2m}}{\frac {d^{2}}{dx^{2}}}\Psi (x)+V(x)\Psi (x)=E\Psi (x),}
l'approssimazione richiede di porre
{\displaystyle \Psi (x)=e^{\Phi (x)},\!}
in modo da avere
{\displaystyle \Phi ''(x)+\left[\Phi '(x)\right]^{2}={\frac {2m}{\hbar ^{2}}}\left(V(x)-E\right),}
dove {\displaystyle \Phi '} indica la derivata di {\displaystyle \Phi } rispetto a x. La derivata {\displaystyle \Phi '(x)} può essere separata in parte reale e immaginaria, introducendo le funzioni reali  A e B:
{\displaystyle \Phi '(x)=A(x)+iB(x).\;}
L'ampiezza della funzione d'onda è quindi data da {\displaystyle \exp \left[\int ^{x}A(x')dx'\right]\,\!,} mentre la fase è {\displaystyle \int ^{x}B(x')dx'\,\!.}  Le parti reale e immaginaria dell'equazione di Schrödinger assumono la forma
{\displaystyle A'(x)+A(x)^{2}-B(x)^{2}={\frac {2m}{\hbar ^{2}}}\left(V(x)-E\right),}
{\displaystyle B'(x)+2A(x)B(x)=0.\;}
A questo punto, si invoca l'approssimazione semiclassica. Si sviluppano cioè le funzioni A e B in potenze di {\displaystyle \hbar }. È chiaro dalle equazioni che lo sviluppo deve cominciare con l'ordine {\displaystyle \hbar ^{-1}}.
{\displaystyle A(x)={\frac {1}{\hbar }}\sum _{n=0}^{\infty }\hbar ^{n}A_{n}(x),}
{\displaystyle B(x)={\frac {1}{\hbar }}\sum _{n=0}^{\infty }\hbar ^{n}B_{n}(x).}
All'ordine zero in questo sviluppo, le condizioni su A e B hanno la forma
{\displaystyle A_{0}(x)^{2}-B_{0}(x)^{2}=2m\left(V(x)-E\right),}
{\displaystyle A_{0}(x)B_{0}(x)=0\;.}
Se l'ampiezza varia abbastanza lentamente rispetto alla fase, ({\displaystyle A_{0}(x)=0}), si ha
{\displaystyle B_{0}(x)=\pm {\sqrt {2m\left(E-V(x)\right)}},}
che vale solo se l'energia totale è maggiore dell'energia potenziale, come succede sempre nella meccanica classica.  All'ordine successivo dello sviluppo si ottiene
{\displaystyle \Psi (x)\approx C_{0}{\frac {e^{i\int \mathrm {d} x{\sqrt {{\frac {2m}{\hbar ^{2}}}\left(E-V(x)\right)}}+\theta }}{\sqrt[{4}]{{\frac {2m}{\hbar ^{2}}}\left(E-V(x)\right)}}}.}
Se invece è la fase a variare lentamente (rispetto all'ampiezza), ({\displaystyle B_{0}(x)=0}) si ha
{\displaystyle A_{0}(x)=\pm {\sqrt {2m\left(V(x)-E\right)}},}
che vale solo se l'energia potenziale è più grande dell'energia totale (il regime in cui si verifica l'effetto tunnel). All'ordine successivo nello sviluppo si ha
{\displaystyle \Psi (x)\approx {\frac {C_{+}e^{+\int \mathrm {d} x{\sqrt {{\frac {2m}{\hbar ^{2}}}\left(V(x)-E\right)}}}+C_{-}e^{-\int \mathrm {d} x{\sqrt {{\frac {2m}{\hbar ^{2}}}\left(V(x)-E\right)}}}}{\sqrt[{4}]{{\frac {2m}{\hbar ^{2}}}\left(V(x)-E\right)}}}.}
È chiaro dal denominatore che entrambe queste soluzioni perdono di validità vicino ai punti d'inversione classica dove  {\displaystyle E=V(x)}. Esse sono le soluzioni approssimate lontano dai [punti d'inversione, nel regime classico ({\displaystyle E>V(x)}), dove la particella si comporta in modo simile a una particella libera e la funzione d'onda è oscillante, e nel regime di effetto tunnel ({\displaystyle E<V(x)}) dove l'ampiezza dell'onda cambia rapidamente.
Per completare la derivazione, è necessario raccordare le soluzioni così trovate attraverso i punti d'inversione. La soluzione in prossimità dei punti d'inversione, al primo ordine in {\displaystyle \hbar } ha la forma
{\displaystyle {\frac {\mathrm {d} ^{2}}{\mathrm {d} x^{2}}}\Psi (x)=U_{1}(x-x_{1})\Psi (x),}
dove {\displaystyle U_{1}} è il coefficiente di {\displaystyle (x-x_{1})} nello sviluppo di {\displaystyle U(x)=(2m/\hbar ^{2})(V(x)-E)} attorno al punto d'inversione {\displaystyle x_{1}}.
Questa equazione differenziale è nota come equazione di Airy, e la sua soluzione può essere scritta in termini delle funzioni di Airy:
{\displaystyle \Psi (x)=C_{A}{\textrm {Ai}}\left({\sqrt[{3}]{U_{1}}}(x-x_{1})\right)+C_{B}{\textrm {Bi}}\left({\sqrt[{3}]{U_{1}}}(x-x_{1})\right).}
Questa soluzione deve collegare la soluzione nelle due regioni "classica" e "tunnel". Dati i due coefficienti da un lato del punto d'inversione, i due coefficienti dall'altro lato possono essere determinati mediante questa soluzione locale.  Questo permette di derivare una relazione fra {\displaystyle C_{0},\theta } e {\displaystyle C_{+},C_{-}}.
Si può sfruttare la relazione asintotica fra le funzioni di Airy, e seno, coseno ed esponenziale. Si ottengono così le "formule di connessione":
{\displaystyle {\begin{aligned}C_{+}&=+{\frac {1}{2}}C_{0}\cos {\left(\theta -{\frac {\pi }{4}}\right)},\\C_{-}&=-{\frac {1}{2}}C_{0}\sin {\left(\theta -{\frac {\pi }{4}}\right)}.\end{aligned}}}
Esse permettono di derivare le soluzioni globali.